# Klejoporek winnoczerwony

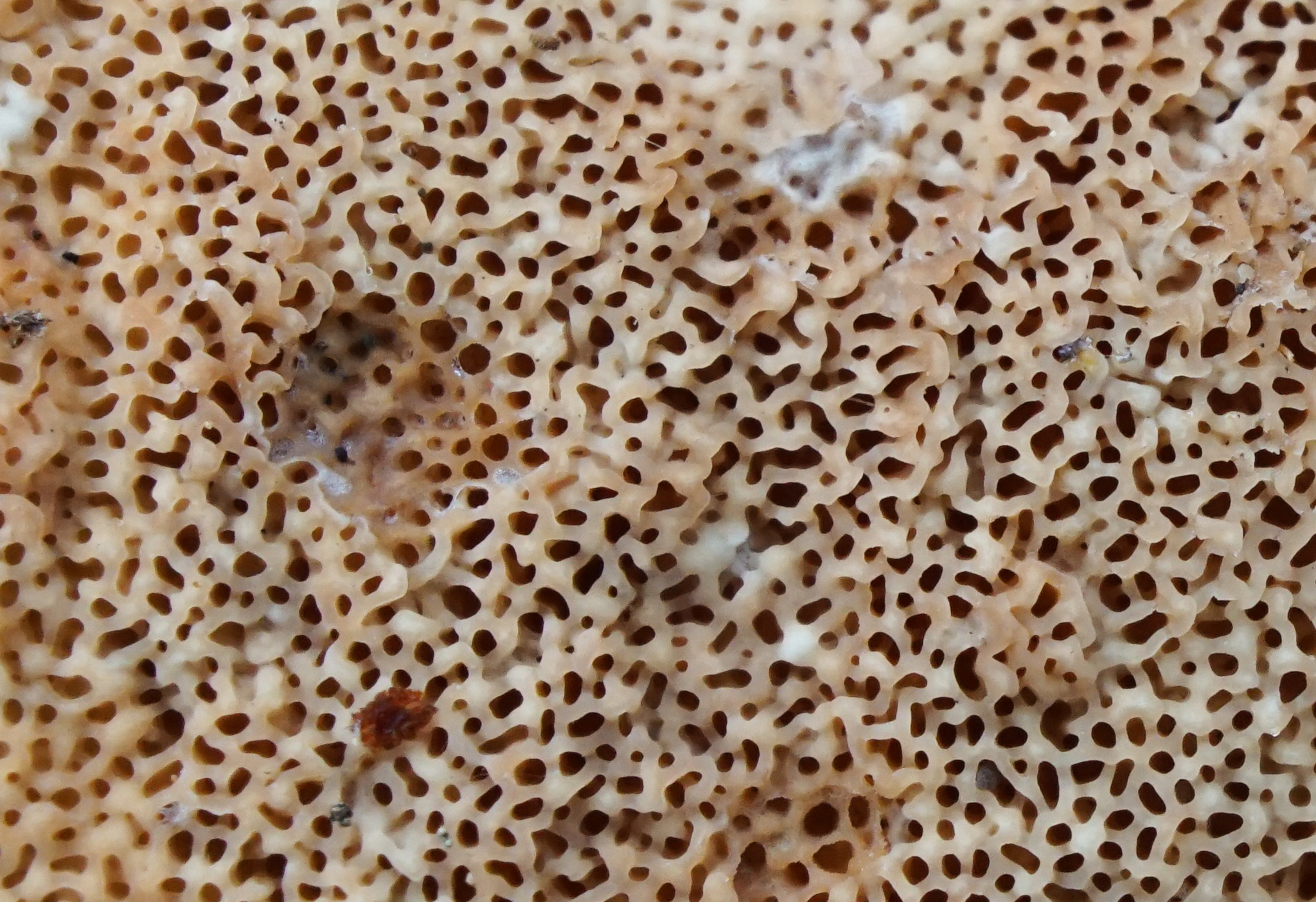

Klejoporek winnoczerwony (Meruliopsis taxicola (Pers.) Bondartsev) – gatunek grzybów z rzędu żagwiowców (Polyporales).

## Systematyka i nazewnictwo
Pozycja w klasyfikacji według Index Fungorum: Meruliopsis, Irpicaceae, Polyporales, Incertae sedis, Agaricomycetes, Agaricomycotina, Basidiomycota, Fungi.
Gatunek ten opisał w 1825 roku Christiaan Hendrik Persoon, nadając mu nazwę Xylomyzon taxicola. Obecną, uznaną przez Index Fungorum nazwę, nadał mu Appollinaris Semenovich Bondartsev w 1959 r. Ma 24 synonimy. Niektóre z nich:
- Caloporus taxicola (Pers.) Ryvarden 1973
- Ceriporia taxicola (Pers.) Komarova 1964
- Gloeoporus taxicola (Pers.) Gilb. & Ryvarden 1985
- Merulioporia taxicola (Pers.) Bondartsev & Singer 1953

Polską nazwę nadał mu Władysław Wojewoda w 1999 r. (dla naukowej nazwy Gloeoporus taxicola) Jest niespójna z aktualną nazwą naukową.

## Morfologia
Owocnik
Jednoroczny, rozpostarty, rozrastający się na dużej powierzchni i osiągający grubość 4 mm. Powierzchni hymenialna czerwonawa do ciemnofioletowej. Brzeg biały, szeroki, kontrastujący z resztą owocnika. Hymenofor porowaty. Konsystencja twarda i woskowa w stanie świeżym, twarda i łamliwa po wyschnięciu. Pory kanciaste, od 2 do 4 na mm. Kontekst biały, włóknisty, do 2 mm grubości.
Cechy mikroskopowe
System strzępkowy monomityczny. Strzępki bez sprzążek. Cystyd barak, występują natomiast szydłowate, gładkie cystydiole o tej samej wielkości co podstawki. Zarodniki kiełbaskowate, 4,5–6 × 1–2 µm.

## Występowanie i siedlisko
Występuje w Ameryce Północnej, Europie, Azji, Australii i na Nowej Zelandii. W. Wojewoda w 2003 r. przytoczył kilkanaście jego stanowisk w Polsce. Liczne i bardziej aktualne stanowiska podaje internetowy atlas grzybów. Znajduje się jednak na Czerwonej liście roślin i grzybów Polski. Ma status R – gatunek potencjalnie zagrożony z powodu ograniczonego zasięgu geograficznego i małych obszarów siedliskowych. Znajduje się na listach gatunków zagrożonych także w Niemczech i Norwegii.
Nadrzewny grzyb saprotroficzny. Występuje w lasach iglastych, mieszanych i zaroślach na martwym drewnie drzew iglastych, zwłaszcza na jałowcu pospolitym i sosnach i świerkach, rzadziej na drewnie drzew liściastych (topola osika).